# Ворон в мифологии

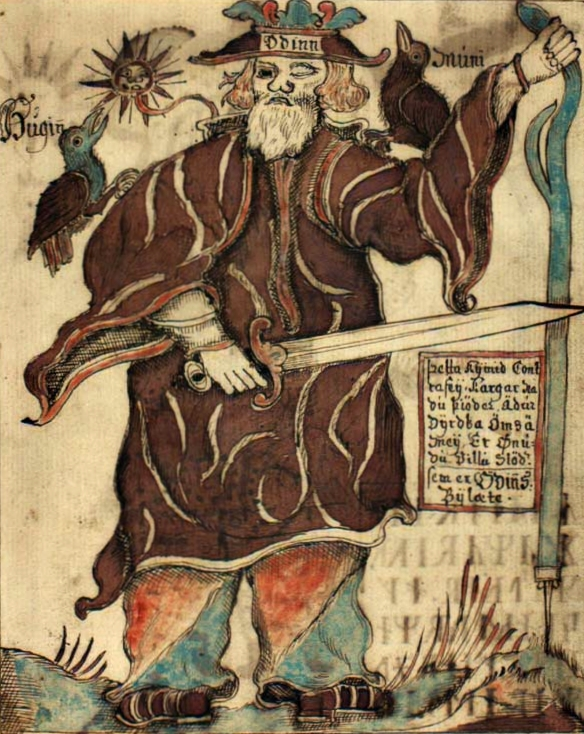
Один с воронами Хугином и Мунином. Миниатюра исландской рукописи XVIII в. Датская королевская библиотека

В мировой мифологии и литературе существует множество упоминаний о во́ронах. Большинство связанных изображений показывают широко распространённого обыкновенного ворона (Corvus corax). Из-за своего полностью чёрного оперения, характерного карканья и поедания падали ворон часто ассоциируется с потерями и дурным предзнаменованием. В средневековой христианской традиции ворон олицетворяет силы ада и дьявола. Тем не менее, его символика неоднозначна. Как говорящая птица, ворон также олицетворяет пророчество и понимание. Вороны в рассказах часто выступают в роли психопомпов, соединяющих материальный мир с миром духов. Ворон фигурирует в преданиях многих древних народов. Некоторые из наиболее распространенных историй представлены в греческой, кельтской, скандинавской и римской мифологии. В индийской мифологии ворон иногда выступает в качестве ездового животного для некоторых божеств, например, Шани.
Французский антрополог Клод Леви-Стросс предложил структуралистскую теорию, которая предполагает, что ворон (как и койот) получил мифический статус, потому что он воспринимался как животное-посредник между жизнью и смертью: во́роны охотно питаются падалью, поэтому часто ассоциируются со смертью и пограничными состояниями. По гипотезе Леви-Стросса падаль воспринимается как уже не животная, но ещё не растительная пища. Как птица-падальщик, вороны стали ассоциироваться с мёртвыми и заблудшими душами. В шведском фольклоре это призраки убитых людей без христианских погребений, а в немецких рассказах — проклятые души.

## В греческой и римской культурах

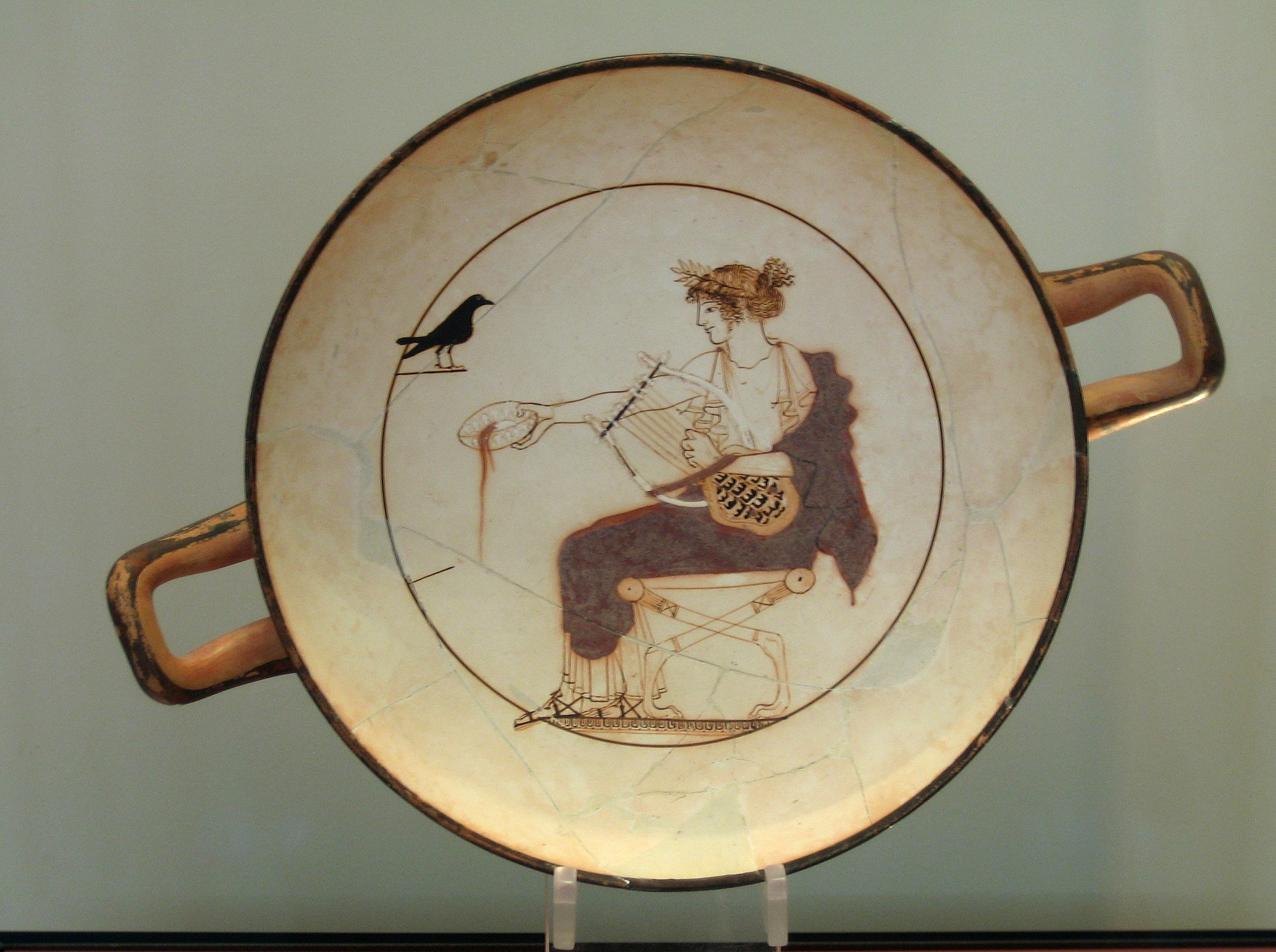
Ворон рассказывает Аполлону об измене Корониды. Вазопись на блюде. Археологический музей в Дельфах

Ворон в античных мифах указывается как спутник богов: Кроноса (Сатурна), Аполлона, Гелиоса, Афины; он — символ удачи, даритель света, божий посланник.
В греческой мифологии вороны связаны с Аполлоном, богом пророчеств. Являлись символом неудачи и были посланниками богов в мире смертных. Согласно одному из мифов, Аполлон послал белого ворона шпионить за своей возлюбленной, Коронидой. Когда ворон принёс известие о том, что Коронида изменяет ему, Аполлон в ярости опалил ворона, сделав перья птицы чёрными. С тех пор, согласно преданию, все вороны остаются чёрными.
Тит Ливий в «Истории от основания города» описывает сражение римлян против галлов, во время которого на шлем трибуна Марка Валерия приземлился огромный ворон. Во время дуэли с гигантским галлом ворон отвлекал противника, пока Марк Валерий не убил его. В последовавшей за этим битве римляне одержали победу, а за Марком Валерием закрепилось прозвище Корвинус (лат. Corvinus — «ворон») или, в более поздней версии, Корвин.

## В Танахе и иудаизме

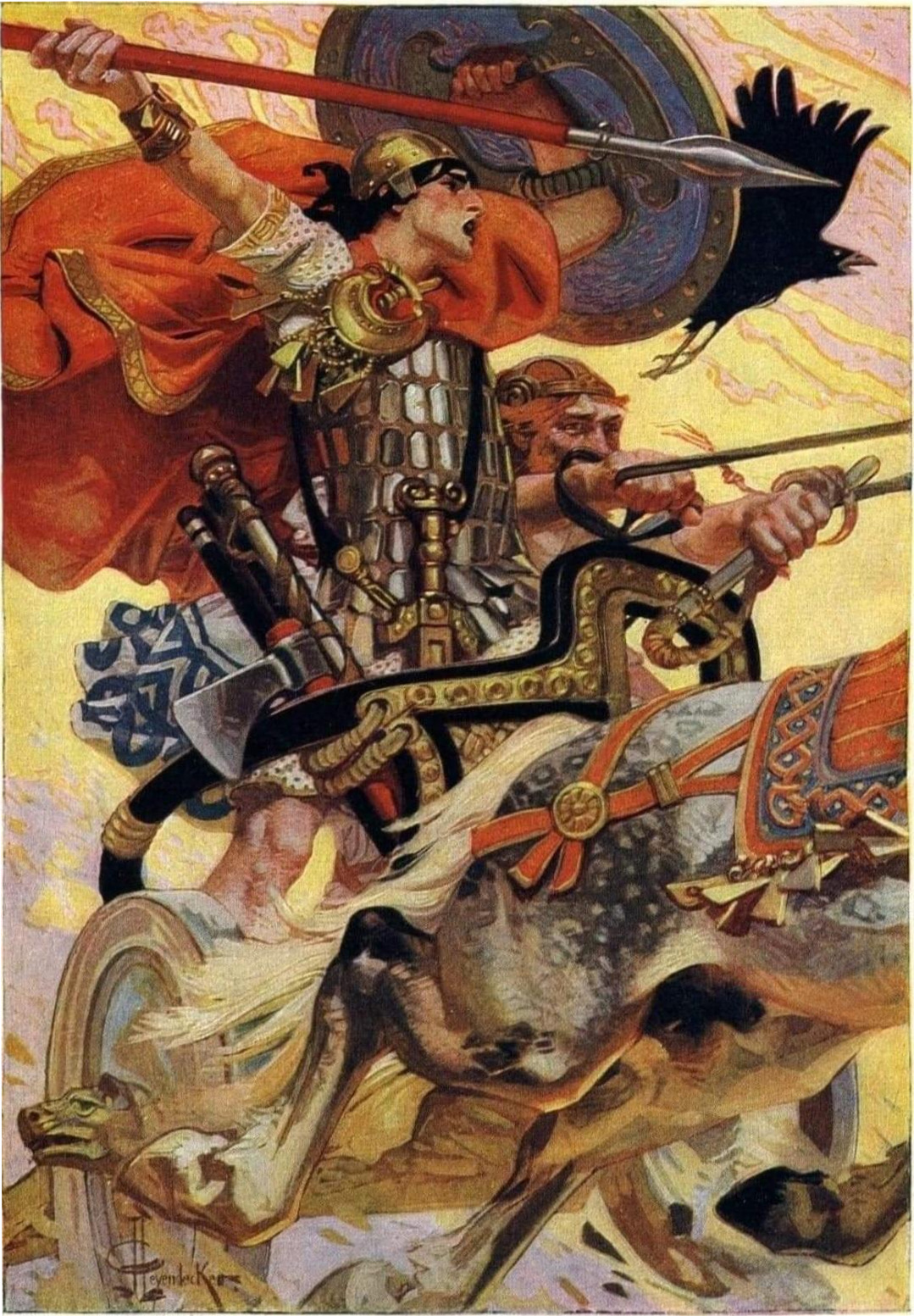
Морриган в облике ворона сопровождает Кухулина в бою

Ворон (ивр. עורב‎; др.-греч. κόραξ) — первый вид птиц, упомянутый в Танахе, а также неоднократно фигурирующий в её тексте. В Книге Бытия Ной выпускает ворона из своего ковчега после великого потопа, чтобы проверить, отступили ли воды (Быт. 8:6). Согласно Закону Моисееву, вороны запрещены в пищу (Лев. 11:15; 14:14), факт, который, возможно, повлиял на восприятие воронов в более поздних источниках. В Книге Судей одного из царей медианитян, побежденных Гедеоном, зовут «Орев» (ивр. עורב‎), что означает «ворон». В Книге Царей (17:4) Бог повелевает воронам накормить пророка Илию. Возлюбленный главной героини описан с чёрными, как перья ворона, волосами в Песни Песней (5:11). Вороны являются примером милостивого обеспечения Богом всех своих творений в Псалтири (146:9) и Книге Иова (38:41). В Новом Завете Иисус использует воронов как иллюстрацию Божьего обеспечения (Лук. 12:24).

### Всемирный потоп
Роль ворона и голубя в спасении человечества во время Всемирного потопа, возможно, своими корнями восходит к сказаниям шумеров, которые нашли отражение в одном из древнейших источников письменности — Эпосе о Гильгамеше. Созданный в III тысячелетии до н. э. клинописный текст этого произведения рассказывает о Утнапиштиме, спасшемся на построенном им корабле во время крупного наводнения. Странствующий герой поочерёдно выпускал на волю голубя, ласточку и ворона. Лишь последний из них нашёл землю и остался на ней, в то время как двое других возвращались на судно. В более поздней истории о потопе в Книге Бытия последовательность и смысловая нагрузка событий изменилась: улетевший первым ворон («нечистая», по еврейским традициям, птица) вернулся ни с чем, зато «чистый» голубь со второй попытки принёс благую весть в виде оливковой ветви, а в третий не вернулся вовсе (Быт. 8:8—12). В христианстве противопоставление ещё больше увеличилось: голубь стал олицетворением святого духа и веры в целом, а ворон — исчадием ада, воплощением нечистой силы.
В ранних греческих естественно-научных трудах, а через них и в русском фольклоре утверждается, что ворон в июле не пьёт воды из-за Ноева проклятья: Ной проклял ворона за то, что тот не вернулся в ковчег, начав выклёвывать глаза у плывущих по воде трупов. Этот мотив, очевидно, восходит к апокрифическим версиям библейского сказания о всемирном потопе.

## В ирландской мифологии
В ирландской мифологии ворон ассоциируется с богиней войны Морриган, которая принимала обличье этой птицы — например, в легенде о Кухулине (Cu Chulain). Изображения птицы сохранились на монетах и доспехах, останки птиц находили в кельтских захоронениях в континентальной части Европы. В Ирландии XVII века ворон с белым пятном на крыле, летящий с правой стороны от наблюдателя и при этом каркающий, считался добрым знаком, предвещающим удачу.

## В германо-скандинавской мифологии
В германо-скандинавской мифологии ворон — почитаемая птица, изображения которой украшали знамёна кораблей викингов. Неразлучные спутники верховного бога Одина — вороны Хугин и Мунин, олицетворяющие собой мысль и память. Согласно легенде, птицы днём собирают информацию со всего мира, а вечером садятся на плечи хозяина и нашёптывают ему на ухо всё, что видели и слышали. Древние германцы намеренно оставляли павших в бою непогребёнными, чтобы их плоть съели посланники бога — волки и вороны.

## У различных народов
В мифах народов Северной Азии, где крупная чёрная птица — большая редкость, ворон занимает особое положение. В преданиях коряков и ительменов утверждается, что ворон Кутх положил начало их роду. В палеоазиатской и североамериканской мифологии ворон Кутх выступает посредником между мирами и наделяется шаманскими функциями. У некоторых народов (тлинкиты, хайда) он является центральным персонажем фольклора.